# Canapville (Orne)
Canapville ist eine französische Gemeinde mit 218 Einwohnern (Stand: 1. Januar 2022) im Département Orne in der Region Normandie. Sie gehört zum Kanton Vimoutiers und zum Arrondissement Mortagne-au-Perche. 
Nachbargemeinden sind Livarot-Pays-d’Auge im Norden und im Osten, Avernes-Saint-Gourgon im Südosten, Pontchardon im Süden, Vimoutiers im Südwesten und Lisores im Westen. 

## Bevölkerungsentwicklung
| Jahr      | 1962 | 1968 | 1975 | 1982 | 1990 | 1999 | 2007 | 2015 |
| --------- | ---- | ---- | ---- | ---- | ---- | ---- | ---- | ---- |
| Einwohner | 293  | 274  | 222  | 216  | 213  | 205  | 186  | 215  |